# موكو (كيوتو)
مدينة موكو (بالإنجليزية: Mukō)‏ هي أحد المدن التابعة لمحافظة كيوتو. تأسست رسميًا في 01/10/1972. ويقدر عدد سكانها بـ 55137 نسمة حسب تقدير مكتب الإحصاء الياباني لعام 2012. تبلغ مساحة موكو 7.67 كم2. بكثافة سكانية تبلغ 7189 نسمة/كم2.